# Agustín Gaínza
Agustín Gaínza, teljes nevén Agustín Gaínza Vicandi, becenevén Piru (Basauri, 1922. január 28. – 1995. január 5., Basauri) néhai spanyol labdarúgó, csatár.

## Pályafutása
Játékoskarrierje mind a tizenkilenc évét Bilbaóban, az Athletic Club csapatában töltötte. A baszkok legsikeresebb klubjában 1940-ben mutatkozhatott be a Basauriban született csatár. Első összecsapása egy Hércules elleni 1–0-s vereség volt, aztán egészen 1959-ig nem is igazolt el a Bilbao csapatától.
A Bilbaóban töltött tizenkilenc év alatt Gaínza 380 találkozón képviselte az Athletic együttesét. Ezen a közel négyszáz bajnokin összesen 119-szer talált be az ellenfelek hálójába, valamint nyert két bajnoki címet, illetve hétszeres kupagyőztesnek is vallhatta magát. Közel ötszáz hivatalos meccs után, harminchét évesen jelentette be visszavonulását az 1958-59-es szezon végén.
1945 és 1950 között a válogatottba is meghívót kapott, és ezalatt az időszak alatt összesen harmincháromszor ölthette magára a spanyol címeres mezt, és tíz gólt szerzett. Részt vett az 1950-es vb-n is.
Visszavonulása után sem szakadt el szeretett csapatától, ugyanis 1965 és 1969 között a Bilbao edzője is volt, és ebben a pozícióban is összejött neki egy kupagyőzelem.
Száztizenkilenc találatával a klub történetének ötödik legsikeresebb góllövője, Telmo Zarra, Daniel Ruiz, Eneko Arieta, José Luis López Panizo mögött.

## Sikerei, díjai

### Játékosként
- Bajnok: 1942-43, 1955-56
- Kupagyőztes: 1943, 1944, 1944-45, 1949-50, 1955, 1956, 1958

### Edzőként
- Kupagyőztes: 1969